# João Fleuri Coelho
João Fleury Coelho ou João Fleury da Conceição (Niquelândia, 2 de junho de 1763 – Pirenópolis, 25 de novembro de 1827) foi um personagem da história da cidade de Pirenópolis, no estado de Goiás.

## Biografia
Filho de Luís Coelho Furtado e Joana Emília Leite, nasceu no distrito de Traíras (atual distrito de Tupiraçaba) do município de Niquelândia, no estado de Goiás.
Mudou-se jovem, por volta de 1790, para as Minas de N. S. do Rosário do Arraial de Meia-Fonte, onde conheceu aquela que, mais tarde, seria sua esposa. Houve resistência do pai da noiva, guarda-mór Cardoso de Camargo, para a realização do matrimônio, devido à diferença de classe social, sendo sua filha, Rosa Maria de Lima Camargo, descendente de gloriosa estirpe. Após diversas admoestações e mesmo agressões ao jovem, o pai foi vencido e o casamento ocorreu.
Mudou-se então para Santa-Cruz-de-Goyaz, onde nasceram três de seus irmãos. Nesta localidade assinava seu nome como "João Fleuri da Conceição", nome que utilizou para o batismo de três de seus filhos. Seu local de nascimento, Traíras, tinha como padroeira Nossa Senhora da Conceição, assim como a cidade de Santa-Cruz-de-Goyaz, sua residência após o nascimento, provavelmente vindo daí a substituição de seu nome. Outro fator que contribuiu para esta mudança foi a indisposição, ainda corrente, de seu sogro, que viria a falecer em 13 de abril de 1807.
Voltando de Santa-Cruz-de-Goyaz para Pirenópolis, em 1810, entrou e registrou-se novamente como João Fleuri Coelho na Irmandade do Santíssimo Sacramento, a mais antiga e tradicional confraria religiosa de Goiás, sendo eleito em 1819 tesoureiro desta Irmandade.
Do casamento com Rosa Maria de Lima Camargo, teve os seguintes filhos:
- Comendador padre Luiz Gonzaga de Camargo Fleury
- Comendador Antonio da Pádua Fleury
- Maria das Dores Fleury
- Comendador João Fleury de Camargo
- Mecia Bueno Fleury
- Ana das Dores Fleury
- Capitão José Francisco de Camargo Fleury